# Giovanni IV di Brabante
Giovanni di Borgogna o Giovanni del Brabante, in francese Jean de Brabant ou Jean de Bourgogne (Arras, 11 giugno 1403 – Bruxelles, 17 aprile 1427) è stato duca di Brabante, e duca di Limburgo dal 1415, poi conte consorte di Hainaut, d'Olanda e di Zelanda dal 1418 fino alla sua morte.

## Origine
Giovanni era figlio del conte di Rethel, duca di Brabante e duca di Limburgo, Antonio di Borgogna, e della moglie Giovanna di Lussemburgo (†1407).

## Biografia

Blasone dei Duchi del Brabante della terza dinastia di Borgogna.

Suo padre, Antonio, aveva preso parte alla battaglia di Azincourt del 24 ottobre 1415, dove fu fatto prigioniero per essere ucciso il giorno dopo.
In seguito alla morte del padre, ancora dodicenne divenne duca di Brabante e Limburgo col nome di Giovanni IV, e fu messo sotto la tutela dello zio, Giovanni Senza Paura, che lo impose nell'eredità paterna, nonostante il nuovo re dei Romani e futuro imperatore, Sigismondo, fosse contrario. 
Sempre per l'interessamento dello zio Giovanni, venne combinato il suo matrimonio con la contessa di Hainaut, d'Olanda e di Zelanda, Giacomina di Wittelsbach o di Baviera. Giacomina era al secondo matrimonio avendo sposato in prime nozze, nel 1415, Giovanni di Valois, duca di Turenna, che nel il dicembre di quello stesso anno era divenuto Delfino di Francia, per la morte del fratello maggiore di Giovanni, Luigi; Giovanni di Valois però morì il 4 aprile 1417 (a Compiègne, si disse di un terribile ascesso al collo, ma pare fosse stato avvelenato) e, circa due mesi dopo, Giacomina perse il padre, rimanendo quindi vedova, orfana ed ereditiera di una grande fortuna. Il matrimonio tra i due cugini (il papà di Giovanni, Antonio di Borgogna, era fratello della mamma di Giacomina, Margherita di Borgogna) venne celebrato il 18 aprile 1418.
Succeduta al padre nelle contee di Olanda, Zelanda e Hainaut e nel ducato di Baviera-Straubing, Giacomina venne opposta allo zio paterno Giovanni III, Vescovo di Liegi, che, avendo rinunciato alla carriera ecclesiastica, abbandonò il vescovado e ottenne il ducato di Baviera-Straubing da Sigismondo di Lussemburgo e, con l'aiuto di Sigismondo, Giovanni III iniziò subito una guerra civile contro Giacomina, per il possesso di tutti i feudi.
Giovanni IV di Brabante si oppose e con l'aiuto dello zio, Giovanni Senza Paura, che, ottenuta la neutralità del re d'Inghilterra, Enrico V, raggiunse un compromesso con Giovanni III di Baviera-Straubing, nel 1419, dividendo i feudi tra lui e Giacomina.
Giovanni IV, nel 1420 circa, era stato abbandonato dalla moglie, che si era rifugiata a Calais e poi da lì era andata in Inghilterra. Da lì Giacomina chiese l'annullamento del matrimonio per consanguineità.
Comunque ancor prima di ottenere l'annullamento del matrimonio Giacomina, nel mese di ottobre, sposò in terze nozze Umfredo Plantageneto, duca di Gloucester, il fratello minore del re d'Inghilterra Enrico V, poche settimane dopo che quest'ultimo era morto (31 agosto) e poi, nell'ottobre del 1424, Umfredo, con le proprie armate, mosse guerra all'Olanda, invadendo l'Hainaut, trovando l'opposizione del duca di Borgogna, Filippo il Buono, cugino di suo marito Giovanni IV. La spedizione fu un fallimento e ben presto infatti, Umfredo, dovette rinunciare a quest'impresa e ai desideri della moglie: infatti Filippo il Buono, ottenuta da papa Martino V la promessa di annullare il secondo matrimonio di Giacomina e da Giovanni Plantageneto, I duca di Bedford, quella di abbandonare il fratello, Umfredo di Gloucester, al suo destino, nel 1424, scacciò quest'ultimo dall'Hainaut, catturò Giacomina, tenendola prigioniera a Mons.
Dopo la morte di Giovanni III di Baviera-Straubing, il 6 gennaio 1425, Giovanni IV era rientrato in possesso di tutte e tre le contee; Giacomina, che era fuggita dalla prigionia travestita da soldato, reclamava le tre contee, anche con l'appoggio di Sigismondo di Lussemburgo. Filippo il Buono convinse il proprio cugino, Giovanni IV, ad affidargli l'amministrazione di tutti i territori di Giacomina e invase l'Olanda.
Alla fine del 1425 Umfredo inviò una flotta di ventiquattro navi e un esercito di 2.000 uomini al comando di Lord FitzWalter. Nel frattempo, Filippo il Buono aveva avuto modo di prepararsi e, il 13 gennaio 1426, iniziò il suo attacco al grosso dell'esercito. Le forze inglesi vennero sconfitte e dopo aver battuto le truppe di Umfredo a Brouwershaven la Zelanda rimase definitivamente nelle mani di Filippo.
Il 27 febbraio 1426 papa Martino V decretò la validità del matrimonio di Giacomina con Giovanni IV di Brabante e la nullità di quello con Umfredo.
Nel 1427 Filippo III governava le tre contee per conto di Giovanni IV di Brabante, che il 17 aprile di quell'anno morì, senza discendenti diretti. I ducati di Brabante e Limburgo andarono al fratello di Giovanni, Filippo (1404-1430), mentre le contee di Hainaut, d'Olanda e di Zelanda, furono amministrate da Filippo III, che nel 1428, col trattato di Delft del 3 luglio 1428 detto "La Riconciliazione di Delft" tra Giacomina e Filippo. Grazie a questo trattato, Giacomina mantenne i propri titoli di Contessa d'Olanda, Zelanda e Hainaut, ma l'amministrazione di questi territori doveva essere mantenuta da Filippo, che venne nominato anche suo erede qualora ella fosse morta senza eredi.
Giovanni IV di Brabante ebbe importanti meriti nel contesto culturale: ricordiamo la fondazione, nel 1425, della Vecchia università di Lovanio, la più antica del Belgio.

## Discendenza
Di Giovanni non si conosce nessuna discendenza.

## Ascendenza
|                                   |                            |                                             | Genitori                              |  |  | Nonni |  |  | Bisnonni               |  |  | Trisnonni             |  |
|                                   |                            |                                             |                                       |  |  |       |  |  | Giovanni II di Francia |  |  | Filippo VI di Francia |  |
|                                   |                            |                                             |                                       |  |  |       |  |  | Giovanni II di Francia |  |  | Filippo VI di Francia |  |
|                                   |                            | Giovanna di Borgogna                        |                                       |  |  |       |  |  | Giovanni II di Francia |  |  |                       |  |
| Filippo II di Borgogna            |                            |                                             |                                       |  |  |       |  |  | Giovanni II di Francia |  |  |                       |  |
|                                   |                            | Bona di Lussemburgo                         | Giovanni I di Lussemburgo             |  |  |       |  |  |                        |  |  |                       |  |
|                                   |                            | Bona di Lussemburgo                         | Giovanni I di Lussemburgo             |  |  |       |  |  |                        |  |  |                       |  |
|                                   |                            | Bona di Lussemburgo                         | Elisabetta di Boemia                  |  |  |       |  |  |                        |  |  |                       |  |
| Antonio di Brabante               |                            | Bona di Lussemburgo                         |                                       |  |  |       |  |  |                        |  |  |                       |  |
|                                   |                            | Luigi II di Fiandra                         | Luigi I di Crécy                      |  |  |       |  |  |                        |  |  |                       |  |
|                                   |                            | Luigi II di Fiandra                         | Luigi I di Crécy                      |  |  |       |  |  |                        |  |  |                       |  |
|                                   |                            | Luigi II di Fiandra                         | Margherita I di Borgogna              |  |  |       |  |  |                        |  |  |                       |  |
| Margherita III delle Fiandre      |                            | Luigi II di Fiandra                         |                                       |  |  |       |  |  |                        |  |  |                       |  |
|                                   |                            | Margherita di Brabante, contessa di Fiandra | Giovanni III del Brabante             |  |  |       |  |  |                        |  |  |                       |  |
|                                   |                            | Margherita di Brabante, contessa di Fiandra | Giovanni III del Brabante             |  |  |       |  |  |                        |  |  |                       |  |
|                                   |                            | Margherita di Brabante, contessa di Fiandra | Maria d'Évreux                        |  |  |       |  |  |                        |  |  |                       |  |
| Giovanni IV di Brabante           |                            | Margherita di Brabante, contessa di Fiandra |                                       |  |  |       |  |  |                        |  |  |                       |  |
|                                   | Guido di Lussemburgo-Ligny | Giovanni I di Lussemburgo-Ligny             |                                       |  |  |       |  |  |                        |  |  |                       |  |
|                                   | Guido di Lussemburgo-Ligny | Giovanni I di Lussemburgo-Ligny             |                                       |  |  |       |  |  |                        |  |  |                       |  |
|                                   | Guido di Lussemburgo-Ligny | Alice di Dampierre                          |                                       |  |  |       |  |  |                        |  |  |                       |  |
| Valerano III di Lussemburgo-Ligny | Guido di Lussemburgo-Ligny |                                             |                                       |  |  |       |  |  |                        |  |  |                       |  |
|                                   |                            | Matilde di Châtillon                        | Giovanni di Châtillon-Saint-Pol       |  |  |       |  |  |                        |  |  |                       |  |
|                                   |                            | Matilde di Châtillon                        | Giovanni di Châtillon-Saint-Pol       |  |  |       |  |  |                        |  |  |                       |  |
|                                   |                            | Matilde di Châtillon                        | Giovanna di Fiennes                   |  |  |       |  |  |                        |  |  |                       |  |
| Giovanna di Lussemburgo-Ligny     |                            | Matilde di Châtillon                        |                                       |  |  |       |  |  |                        |  |  |                       |  |
|                                   |                            | Thomas Holland                              | Robert Holland                        |  |  |       |  |  |                        |  |  |                       |  |
|                                   |                            | Thomas Holland                              | Robert Holland                        |  |  |       |  |  |                        |  |  |                       |  |
|                                   |                            | Thomas Holland                              | Maud la Zouche                        |  |  |       |  |  |                        |  |  |                       |  |
| Maud Holland                      |                            | Thomas Holland                              |                                       |  |  |       |  |  |                        |  |  |                       |  |
|                                   |                            | Giovanna di Kent                            | Edmondo Plantageneto, I conte di Kent |  |  |       |  |  |                        |  |  |                       |  |
|                                   |                            | Giovanna di Kent                            | Edmondo Plantageneto, I conte di Kent |  |  |       |  |  |                        |  |  |                       |  |
|                                   |                            | Giovanna di Kent                            | Margaret Wake                         |  |  |       |  |  |                        |  |  |                       |  |
|                                   |                            | Giovanna di Kent                            |                                       |  |  |       |  |  |                        |  |  |                       |  |